# Щербатов, Иван Осипович
Князь Иван Осипович Щербатов (1648—1727) — стольник и воевода во времена правления Алексея Михайловича, Фёдора Алексеевича, правительницы Софьи Алексеевны, Ивана V, Петра I и Екатерины I.
Сын князя и окольничего Осипа Ивановича Щербатова и княжны Ирины Юрьевны урождённой Волконской.
Имел старшего брата князя и боярина Константина Осиповича и младшую сестру княжну Татьяну Осиповну.

## Биография
Родился (10 августа 1648). Жилец (1668—1671). Пожалован в стряпчие (14 мая 1671). На параде устроенном в честь приёма персидских послов, был в числе стольников, выборной роты П. В. Шереметьева: «в большом наряде, а лошади были у всех с гремячими чепми и с поводными» (29 января 1675). Стольник, на службе в Севске в полку князя Ю. А. Долгорукова (1675). Стольник, дневал и ночевал при гробе царя Алексея Михайловича (01 мая 1682). Участвовал в Троицком походе (1683). Сопровождал Петра I Алексеевича в его поездках (1689). Воевода в Симбирске (1691—1692). Указано ему быть в приказе Сыскных дел (31 мая 1698). Судья Сыскного приказа (1700—1701). Стольник, при строительстве С-Петербурга предложено ему жить на острове Котлин и позволено при желании, построить дом в Петербурге (1712).
Владел поместьями в Суздальском, Вяземском и Костромском уездах.
Умер († 14 января 1727).

## Семья
Женат дважды:
1. Татьяна Семёновна — вотчинница Дмитровского уезда.
2. Аграфена Никитична урождённая Зотова (с 1706) — дочь Никиты Моисеевича Зотова, в 1-м браке за Иваном Александровичем Волынским, умерла († 1741).

Дети:
- Князь Щербатов Осип Иванович — комнатный стольник (1689), бригадир (1728).
- Княжна Наталья Ивановна — жена камергера Григория Петрово-Соловово.
- Княжна Анна Ивановна — жена Степана Ивановича Лопухина.
- Княжна Аграфена Ивановна — жена Дмитрия Лонского.